# Il Nuovo Giornale di Bergamo
Nato nell'ottobre 1997 come Nuovo Giornale di Bergamo, è stato il secondo quotidiano di Bergamo e provincia, dopo L'Eco di Bergamo.
Sei i direttori che si sono succeduti alla sua guida: Pietro Barachetti (1997-1998), Piero Bonicelli (1998-1999), Sergio Carrara (1999-2001), Ettore Carminati (2001-2002) e Paolo Provenzi (dal 2002 al 2011). Dal settembre 2011, la direzione è passata a Carlo Quiri.
Dall'agosto del 2009 ha ceduto le testate settimanali Bergamo & Sport e Bergamo & Sport Giovani a una cooperativa di giornalisti, formata da tre ex dipendenti (Matteo Bonfanti, Marco Neri e Monica Pagani), che hanno dato vita a un nuovo progetto editoriale dedicato allo sport bergamasco, con particolare attenzione al mondo dilettantistico. Due i numeri settimanali del nuovo Bergamo & Sport.
Il Nuovo Giornale di Bergamo ha pertanto ritrovato la sua caratteristica di quotidiano generalista, in edicola cinque giorni a settimana: dal martedì al sabato.
Il Nuovo Giornale di Bergamo ha chiuso le pubblicazioni a partire dal 28 luglio 2012.